# Санта Маргарита (Калифорнија)
Санта Маргарита (енгл. Santa Margarita) насељено је место без административног статуса у америчкој савезној држави Калифорнија.

## Демографија
По попису из 2010. године број становника је 1.259.
| Група             | 2000.    | 2010.       |
| Белци             | 0 (0,0%) | 963 (76,5%) |
| Афроамериканци    | 0 (0,0%) | 8 (0,6%)    |
| Азијати           | 0 (0,0%) | 34 (2,7%)   |
| Хиспаноамериканци | 0 (0,0%) | 206 (16,4%) |
| Укупно            | 0        | 1.259       |